# Kells (Antrim)
Kells (Iers: Na Cealla) is een plaats in het Noord-Ierse County Antrim.
Kells telt 1737 inwoners. Van de bevolking is 94,7% protestant en 1,3% katholiek.